# MLB 2015
Die MLB-Saison 2015, die 114. Saison der Major League Baseball, wurde am 5. April 2015 mit dem Eröffnungsspiel zwischen den St. Louis Cardinals und den Chicago Cubs im Wrigley Field in Chicago eröffnet.
Während der Regular Season kämpften 30 Mannschaften in je 162 Spielen um den Einzug in die Play-offs. Jede Mannschaft bestritt 142 Innerleague- und 20 Interleague-Spiele. Die World Series 2015 wurde vom 21. bis zum 29. Oktober ausgetragen. Titelverteidiger waren die San Francisco Giants, die die World Series 2014 für sich entscheiden konnten.
Das MLB All-Star Game 2015 wurde am 14. Juli 2015 im Great American Ball Park, dem Stadion der Cincinnati Reds in Cincinnati, ausgetragen. Die siegreiche Liga, die American League, hatte Heimrecht in der World Series.
Die Finalserie gewannen die Kansas City Royals mit 4:1 Spielen gegen die New York Mets und sicherten sich dadurch nach 1985 den zweiten Titel für das Franchise.

## Teilnehmende Teams
Für die Saison 2015 wurden von der MLB keinerlei Änderungen bezüglich teilnehmender Franchises bzw. Ligen- und Divisionszuordnungen vorgenommen.
| American League | American League   | American League | American League    | American League | American League        |
| East            | East              | Central         | Central            | West            | West                   |
| --------------- | ----------------- | --------------- | ------------------ | --------------- | ---------------------- |
|                 | Baltimore Orioles |                 | Detroit Tigers     |                 | L.A. Angels of Anaheim |
|                 | New York Yankees  |                 | Kansas City Royals |                 | Oakland Athletics      |
|                 | Toronto Blue Jays |                 | Cleveland Indians  |                 | Seattle Mariners       |
|                 | Tampa Bay Rays    |                 | Chicago White Sox  |                 | Houston Astros         |
|                 | Boston Red Sox    |                 | Minnesota Twins    |                 | Texas Rangers          |

| National League | National League       | National League | National League     | National League | National League      |
| East            | East                  | Central         | Central             | West            | West                 |
| --------------- | --------------------- | --------------- | ------------------- | --------------- | -------------------- |
|                 | Washington Nationals  |                 | St. Louis Cardinals |                 | Los Angeles Dodgers  |
|                 | Atlanta Braves        |                 | Pittsburgh Pirates  |                 | San Francisco Giants |
|                 | New York Mets         |                 | Milwaukee Brewers   |                 | San Diego Padres     |
|                 | Miami Marlins         |                 | Cincinnati Reds     |                 | Colorado Rockies     |
|                 | Philadelphia Phillies |                 | Chicago Cubs        |                 | Arizona Diamondbacks |

* Sortiert entsprechend den Vorjahresplatzierungen in den jeweiligen Divisionen. Grün eingefärbt sind die Teams, die sich im Vorjahr für die Postseason qualifizieren konnten.

## Spring Training
Am 2. März 2015 begann die Saisonvorbereitung der MLB, das sogenannte Spring Training, bei dem die Teams in der Grapefruit League und der Cactus League neue Spieler testeten, aber auch ihre angestrebten Stammformationen einspielen ließen. Die letzte Partie des Spring Training fand am 4. April 2015 statt.

### Tabellen des Spring Training 2015
Die in den Tabellen der Cactus und Grapefruit League blau markierten Teams sind Mitglieder der National League, die rot markierten spielen in der American League.

Stand: 5. April 2015
| Team                 | W  | L  | %    | GB   |
| -------------------- | -- | -- | ---- | ---- |
| Oakland Athletics    | 22 | 11 | .667 | –    |
| Kansas City Royals   | 20 | 10 | .667 | 0.5  |
| L.A. Dodgers         | 16 | 11 | .593 | 3.0  |
| San Diego Padres     | 17 | 12 | .586 | 3.0  |
| Arizona Diamondbacks | 19 | 14 | .576 | 3.0  |
| Cincinnati Reds      | 15 | 14 | .517 | 5.0  |
| L.A. Angels          | 15 | 14 | .517 | 5.0  |
| Colorado Rockies     | 16 | 16 | .500 | 5.5  |
| Chicago Cubs         | 15 | 17 | .469 | 6.5  |
| Milwaukee Brewers    | 13 | 16 | .448 | 7.0  |
| Cleveland Indians    | 14 | 18 | .438 | 7.5  |
| Seattle Mariners     | 13 | 17 | .433 | 7.5  |
| Chicago White Sox    | 11 | 17 | .393 | 8.5  |
| San Francisco Giants | 13 | 21 | .382 | 9.5  |
| Texas Rangers        | 9  | 19 | .321 | 10.5 |

| Team                  | W  | L  | %    | GB  |
| --------------------- | -- | -- | ---- | --- |
| New York Mets         | 19 | 12 | .613 | –   |
| Toronto Blue Jays     | 19 | 13 | .594 | 0.5 |
| Boston Red Sox        | 17 | 12 | .586 | 1.0 |
| St. Louis Cardinals   | 13 | 11 | .542 | 2.5 |
| Miami Marlins         | 14 | 12 | .538 | 2.5 |
| Pittsburgh Pirates    | 15 | 13 | .536 | 2.5 |
| Tampa Bay Rays        | 15 | 13 | .536 | 2.5 |
| New York Yankees      | 17 | 16 | .515 | 3.0 |
| Houston Astros        | 12 | 12 | .500 | 3.5 |
| Atlanta Braves        | 15 | 17 | .469 | 4.5 |
| Philadelphia Phillies | 14 | 17 | .452 | 5.0 |
| Minnesota Twins       | 13 | 16 | .448 | 5.0 |
| Washington Nationals  | 11 | 16 | .407 | 6.0 |
| Baltimore Orioles     | 12 | 19 | .387 | 7.0 |
| Detroit Tigers        | 12 | 20 | .375 | 7.5 |

 W = Wins (Siege), L = Loss (Niederlagen), % = Winning Percentage, GB = Games Behind (Rückstand auf Führenden: Zahl der notwendigen Niederlagen des Führenden bei gleichzeitigem eigenen Sieg) 

## Reguläre Saison

### Kurzerklärung Spielbetrieb und Tabellenaufbau
Die AL und die NL sind jeweils für den Spielbetrieb in drei Divisionen unterteilt. Die Zuordnung erfolgt nach regionalen Kriterien: East, Central und West Division. Der Spielbetrieb läuft vom 5. April bis zum 4. Oktober 2015.
Die Tabellenplatzierungen sind für das Erreichen der Postseason verantwortlich: Die drei jeweiligen Divisionssieger und die nach Winning Percentage beiden weiteren besten Teams tragen in drei Runden die Meisterschaft in der American beziehungsweise National League aus. Die jeweiligen Meister treffen dann in der World Series aufeinander.
Die Rangfolge der Mannschaften in der Tabelle ergibt sich während der Saison grundsätzlich aus dem aktuellen Verhältnis von Siegen zu Spielen insgesamt als sogenannte Winning Percentage. Der Grund hierfür liegt in der ungleichmäßigen Verteilung der Spiele über den Kalender, so dass manche Mannschaften zwischenzeitlich drei oder mehr Spiele mehr ausgetragen haben als andere. Damit wird zum Beispiel die Bilanz eines Teams A mit 15 Siegen und 15 Niederlagen (.500 als entsprechende Percentage ausgedrückt) für exakt gleichwertig erachtet mit der Bilanz eines Teams B, das zum gleichen Zeitpunkt 16 Siege und 16 Niederlagen erzielte. Für die Abschlusstabellen ist dies jedoch ohne Belang, da zum Saisonende alle Mannschaften die seit 1961 üblichen 162 Saisonspiele ausgetragen haben. Deshalb reicht die Angabe von Siegen und Niederlagen (Unentschieden sind unüblich).
Mit der Angabe GB (Games Behind) wird dokumentiert, wie groß der Rückstand eines Verfolgers auf den Tabellenersten ist. Hiermit wird ausgedrückt, wie viele Siege der Verfolger bei gleichzeitiger Niederlage des Führenden theoretisch bräuchte, um Gleichstand zu erreichen. Die Angabe GB wird auf 0.5 Spiele genau ausgedrückt: Hat zum Beispiel Mannschaft A zehn Siege und fünf Niederlagen, Mannschaft B hingegen neun Siege und fünf Niederlagen, würde bereits ein eigener Sieg (ohne Niederlage von A) zu Tabellengleichstand führen.
Um die Entwicklung während der Saison zumindest anzudeuten, wurden die Tabellenpositionen der Mannschaften Ende April und Ende Mai festgehalten. Als weiterer Meilenstein dient die All-Star-Break, die Pause im Spielbetrieb anlässlich des All-Star-Game; ähnlich der Herbstmeisterschaft im Fußball wird so zur Saisonmitte ein Zwischenstand ermittelt. Die letzte Zwischeninformation ist eher willkürlich auf den Termin 31. August bezogen, um etwa vier Wochen vor Saisonende beurteilen zu können, inwieweit die jeweilige Division zu diesem Zeitpunkt bereits vorentschieden war oder gegebenenfalls der zu diesem Zeitpunkt Führende noch verdrängt wurde.

### Saisonverlauf der regulären Saison

#### American League

##### April
Zum 30. April ergaben sich in der American League folgende Platzierungen:
| East Division |                   |    |    |       |     |
| PS            | Franchise         | W  | L  | %     | GB  |
| 3             | New York Yankees  | 13 | 9  | 0.591 | –   |
| WC            | Tampa Bay Rays    | 12 | 10 | 0.545 | 1   |
| WC            | Boston Red Sox    | 12 | 10 | 0.545 | 1   |
|               | Baltimore Orioles | 10 | 10 | 0.500 | 2   |
|               | Toronto Blue Jays | 11 | 12 | 0.478 | 2.5 |

| Central Division |                    |    |    |       |     |
| PS               | Franchise          | W  | L  | %     | GB  |
| 1                | Kansas City Royals | 15 | 7  | 0.682 | –   |
| WC               | Detroit Tigers     | 15 | 8  | 0.652 | 0.5 |
|                  | Chicago White Sox  | 9  | 10 | 0.474 | 4.5 |
|                  | Minnesota Twins    | 10 | 12 | 0.455 | 5   |
|                  | Cleveland Indians  | 7  | 14 | 0.333 | 7.5 |

| West Division |                    |    |    |       |     |
| PS            | Franchise          | W  | L  | %     | GB  |
| 1             | Houston Astros     | 15 | 7  | 0.682 | –   |
|               | Los Angeles Angels | 11 | 11 | 0.500 | 4   |
|               | Seattle Mariners   | 10 | 12 | 0.455 | 5   |
|               | Oakland Athletics  | 9  | 14 | 0.391 | 6.5 |
|               | Texas Rangers      | 7  | 14 | 0.333 | 7.5 |

 PS = Postseason; Zahl = Rang auf Setzliste bzw. WC = Wild Card (beste zwei Mannschaften nach den Divisionssiegern)

W = Wins (Siege), L = Losses (Niederlagen), % = Winning Percentage, GB = Games Behind (Rückstand auf Führenden: Zahl der notwendigen Niederlagen des Führenden bei gleichzeitigem eigenen Sieg) 

##### Mai
Zum 31. Mai ergaben sich in der American League folgende Platzierungen:
| East Division |                   |    |    |       |     |
| PS            | Franchise         | W  | L  | %     | GB  |
| 3             | New York Yankees  | 26 | 24 | 0.520 | –   |
|               | Tampa Bay Rays    | 25 | 25 | 0.500 | 1   |
| ▲             | Baltimore Orioles | 23 | 25 | 0.479 | 2   |
| ▲             | Toronto Blue Jays | 23 | 28 | 0.451 | 3.5 |
| ▼             | Boston Red Sox    | 22 | 28 | 0.440 | 4   |

| Central Division |                    |    |    |       |     |
| PS               | Franchise          | W  | L  | %     | GB  |
| 2                | Kansas City Royals | 29 | 18 | 0.617 | –   |
| WC▲              | Minnesota Twins    | 29 | 19 | 0.604 | 0.5 |
| WC▼              | Detroit Tigers     | 28 | 23 | 0.549 | 3   |
| ▲                | Cleveland Indians  | 23 | 26 | 0.469 | 7   |
| ▼                | Chicago White Sox  | 22 | 26 | 0.458 | 7.5 |

| West Division |                    |    |    |       |     |
| PS            | Franchise          | W  | L  | %     | GB  |
| 1             | Houston Astros     | 31 | 19 | 0.620 | –   |
|               | Los Angeles Angels | 26 | 24 | 0.520 | 5   |
| ▲             | Texas Rangers      | 25 | 25 | 0.500 | 6   |
| ▼             | Seattle Mariners   | 24 | 25 | 0.490 | 6.5 |
| ▼             | Oakland Athletics  | 19 | 33 | 0.365 | 9.5 |

Pfeile: ▲ Verbesserung ggü. April, ▼ Verschlechterung ggü. April, sonst siehe AL April 

##### Juni bis All-Star Break
Bis zum All-Star-Break (14. Juli 2015) ergaben sich in der AL folgende Platzierungen:
| East Division |                   |    |    |       |     |
| PS            | Franchise         | W  | L  | %     | GB  |
| 2             | New York Yankees  | 48 | 40 | 0.545 | –   |
|               | Tampa Bay Rays    | 46 | 45 | 0.505 | 3.5 |
|               | Baltimore Orioles | 44 | 44 | 0.500 | 4   |
|               | Toronto Blue Jays | 45 | 46 | 0.495 | 4.5 |
|               | Boston Red Sox    | 42 | 47 | 0.472 | 6.5 |

| Central Division |                    |    |    |       |     |
| PS               | Franchise          | W  | L  | %     | GB  |
| 1                | Kansas City Royals | 52 | 34 | 0.605 | –   |
| WC               | Minnesota Twins    | 49 | 40 | 0.551 | 4.5 |
|                  | Detroit Tigers     | 44 | 44 | 0.500 | 9   |
| ▲                | Chicago White Sox  | 41 | 45 | 0.477 | 11  |
| ▼                | Cleveland Indians  | 42 | 46 | 0.477 | 11  |

| West Division |                    |    |    |       |     |
| PS            | Franchise          | W  | L  | %     | GB  |
| 2▲            | Los Angeles Angels | 48 | 40 | 0.545 | –   |
| WC▼           | Houston Astros     | 49 | 42 | 0.538 | 0.5 |
|               | Texas Rangers      | 42 | 46 | 0.477 | 6   |
|               | Seattle Mariners   | 41 | 48 | 0.461 | 7.5 |
|               | Oakland Athletics  | 41 | 50 | 0.451 | 8.5 |

 Pfeile: ▲ Verbesserung ggü. Mai, ▼ Verschlechterung ggü. Mai, Erläuterungen: siehe AL April 

##### Zweite Julihälfte und August
Zum 31. August ergaben sich in der AL folgende Platzierungen:
| East Division |                   |    |    |       |     |
| PS            | Franchise         | W  | L  | %     | GB  |
| 2▲            | Toronto Blue Jays | 74 | 57 | 0.565 | –   |
| WC▲           | New York Yankees  | 72 | 58 | 0.554 | 1.5 |
| ▼             | Tampa Bay Rays    | 65 | 66 | 0.496 | 9   |
| ▼             | Baltimore Orioles | 63 | 68 | 0.481 | 11  |
|               | Boston Red Sox    | 61 | 70 | 0.466 | 13  |

| Central Division |                    |    |    |       |      |
| PS               | Franchise          | W  | L  | %     | GB   |
| 1                | Kansas City Royals | 80 | 50 | 0.615 | –    |
|                  | Minnesota Twins    | 67 | 63 | 0.515 | 13   |
| ▲                | Cleveland Indians  | 64 | 66 | 0.492 | 16   |
|                  | Chicago White Sox  | 61 | 68 | 0.473 | 18.5 |
| ▼                | Detroit Tigers     | 60 | 70 | 0.462 | 20   |

| West Division |                    |    |    |       |     |
| PS            | Franchise          | W  | L  | %     | GB  |
| 3▲            | Houston Astros     | 73 | 59 | 0.553 | –   |
| WC▲           | Texas Rangers      | 68 | 62 | 0.523 | 4   |
| ▼             | Los Angeles Angels | 65 | 66 | 0.496 | 7.5 |
|               | Seattle Mariners   | 61 | 71 | 0.462 | 12  |
|               | Oakland Athletics  | 58 | 74 | 0.439 | 15  |

 Pfeile: ▲ Verbesserung ggü. Juli, ▼ Verschlechterung ggü. Juli, Erläuterungen: siehe AL April 

##### Oktober
Platzierung zum Ende der regulären Saison:
| East Division |                   |    |    |       |      |
| PS            | Franchise         | W  | L  | %     | GB   |
| 2             | Toronto Blue Jays | 93 | 69 | 0.574 | –    |
| WC            | New York Yankees  | 87 | 75 | 0.537 | 6.0  |
| ▲             | Baltimore Orioles | 81 | 81 | 0.500 | 12.0 |
| ▼             | Tampa Bay Rays    | 80 | 82 | 0.494 | 13.0 |
|               | Boston Red Sox    | 78 | 84 | 0.471 | 15.0 |

| Central Division |                    |    |    |       |      |
| PS               | Franchise          | W  | L  | %     | GB   |
| 1                | Kansas City Royals | 95 | 67 | 0.586 | –    |
|                  | Minnesota Twins    | 83 | 79 | 0.512 | 12.0 |
|                  | Cleveland Indians  | 81 | 80 | 0.503 | 13.5 |
|                  | Chicago White Sox  | 76 | 86 | 0.469 | 19.0 |
|                  | Detroit Tigers     | 74 | 87 | 0.460 | 20.5 |

| West Division |                    |    |    |       |      |
| PS            | Franchise          | W  | L  | %     | GB   |
| 3▲            | Texas Rangers      | 88 | 74 | 0.543 | –    |
| WC▼           | Houston Astros     | 86 | 76 | 0.531 | 2.0  |
|               | Los Angeles Angels | 85 | 77 | 0.525 | 3.0  |
|               | Seattle Mariners   | 76 | 86 | 0.469 | 12.0 |
|               | Oakland Athletics  | 68 | 94 | 0.420 | 20.0 |

 Pfeile: ▲ Verbesserung ggü. August, ▼ Verschlechterung ggü. August, Erläuterungen: siehe AL April 

#### National League

##### April
Zum 30. April ergaben sich in der National League folgende Platzierungen:
| East Division |                       |    |    |       |     |
| PS            | Franchise             | W  | L  | %     | GB  |
| 2             | New York Mets         | 15 | 8  | 0.652 | –   |
|               | Atlanta Braves        | 10 | 12 | 0.455 | 4.5 |
|               | Miami Marlins         | 10 | 12 | 0.455 | 4.5 |
|               | Washington Nationals  | 10 | 13 | 0.435 | 5   |
|               | Philadelphia Phillies | 8  | 15 | 0.348 | 7   |

| Central Division |                     |    |    |       |      |
| PS               | Franchise           | W  | L  | %     | GB   |
| 1                | St. Louis Cardinals | 15 | 6  | 0.714 | –    |
| WC               | Chicago Cubs        | 12 | 8  | 0.600 | 2.5  |
| WC               | Pittsburgh Pirates  | 12 | 10 | 0.545 | 3.5  |
|                  | Cincinnati Reds     | 11 | 11 | 0.500 | 4.5  |
|                  | Milwaukee Brewers   | 5  | 17 | 0.227 | 10.5 |

| West Division |                      |    |    |       |     |
| PS            | Franchise            | W  | L  | %     | GB  |
| 3             | Los Angeles Dodgers  | 13 | 8  | 0.619 | –   |
|               | Colorado Rockies     | 11 | 10 | 0.524 | 2   |
|               | San Diego Padres     | 11 | 12 | 0.478 | 3   |
|               | Arizona Diamondbacks | 10 | 11 | 0.476 | 3   |
|               | San Francisco Giants | 9  | 13 | 0.409 | 4.5 |

 Erklärungen: siehe AL 

##### Mai
Zum 31. Mai ergaben sich in der National League folgende Platzierungen:
| East Division |                       |    |    |       |     |
| PS            | Franchise             | W  | L  | %     | GB  |
| 3▲            | Washington Nationals  | 28 | 21 | 0.571 | –   |
| WC▼           | New York Mets         | 27 | 23 | 0.540 | 1.5 |
| ▼             | Atlanta Braves        | 24 | 25 | 0.490 | 4   |
| ▼             | Miami Marlins         | 20 | 30 | 0.400 | 8.5 |
|               | Philadelphia Phillies | 19 | 32 | 0.373 | 10  |

| Central Division |                     |    |    |       |      |
| PS               | Franchise           | W  | L  | %     | GB   |
| 1                | St. Louis Cardinals | 32 | 17 | 0.653 | –    |
|                  | Chicago Cubs        | 25 | 22 | 0.532 | 6    |
|                  | Pittsburgh Pirates  | 26 | 23 | 0.531 | 6    |
|                  | Cincinnati Reds     | 21 | 27 | 0.438 | 10.5 |
|                  | Milwaukee Brewers   | 16 | 34 | 0.320 | 16.5 |

| West Division |                      |    |    |       |     |
| PS            | Franchise            | W  | L  | %     | GB  |
| 2             | Los Angeles Dodgers  | 29 | 19 | 0.604 | –   |
| WC▲           | San Francisco Giants | 30 | 21 | 0.588 | 0.5 |
| ▲             | Arizona Diamondbacks | 23 | 25 | 0.479 | 6   |
| ▼             | San Diego Padres     | 24 | 27 | 0.471 | 6.5 |
| ▼             | Colorado Rockies     | 21 | 26 | 0.447 | 7.5 |

 Pfeile: ▲ Verbesserung ggü. April, ▼ Verschlechterung ggü. April, sonst siehe AL April 

##### Juni bis All-Star Break
Bis zum All-Star-Break (14. Juli 2015) ergaben sich in der NL folgende Platzierungen:
| East Division |                       |    |    |       |    |
| PS            | Franchise             | W  | L  | %     | GB |
| 3             | Washington Nationals  | 48 | 39 | 0.552 | –  |
|               | New York Mets         | 47 | 42 | 0.528 | 2  |
|               | Atlanta Braves        | 42 | 47 | 0.472 | 7  |
|               | Miami Marlins         | 38 | 51 | 0.427 | 11 |
|               | Philadelphia Phillies | 29 | 62 | 0.319 | 21 |

| Central Division |                     |    |    |       |      |
| PS               | Franchise           | W  | L  | %     | GB   |
| 1                | St. Louis Cardinals | 56 | 33 | 0.629 | –    |
| WC▲              | Pittsburgh Pirates  | 53 | 35 | 0.602 | 2.5  |
| WC▼              | Chicago Cubs        | 47 | 40 | 0.540 | 8    |
|                  | Cincinnati Reds     | 39 | 47 | 0.453 | 15.5 |
|                  | Milwaukee Brewers   | 38 | 52 | 0.422 | 18.5 |

| West Division |                      |    |    |       |     |
| PS            | Franchise            | W  | L  | %     | GB  |
| 2             | Los Angeles Dodgers  | 51 | 39 | 0.567 | –   |
|               | San Francisco Giants | 46 | 43 | 0.517 | 4.5 |
|               | Arizona Diamondbacks | 42 | 45 | 0.483 | 7.5 |
|               | San Diego Padres     | 41 | 49 | 0.456 | 10  |
|               | Colorado Rockies     | 39 | 49 | 0.443 | 11  |

 Pfeile: ▲ Verbesserung ggü. Mai, ▼ Verschlechterung ggü. Mai, sonst siehe AL April 

##### Zweite Julihälfte und August
Zum 31. August ergaben sich in der NL folgende Platzierungen:
| East Division |                       |    |    |       |      |
| PS            | Franchise             | W  | L  | %     | GB   |
| 3▲            | New York Mets         | 73 | 58 | 0.557 | –    |
| ▼             | Washington Nationals  | 66 | 64 | 0.508 | 6.5  |
|               | Atlanta Braves        | 54 | 77 | 0.412 | 19   |
|               | Miami Marlins         | 53 | 79 | 0.402 | 20.5 |
|               | Philadelphia Phillies | 52 | 80 | 0.394 | 21.5 |

| Central Division |                     |    |    |       |      |
| PS               | Franchise           | W  | L  | %     | GB   |
| 1                | St. Louis Cardinals | 85 | 46 | 0.649 | –    |
| WC               | Pittsburgh Pirates  | 79 | 50 | 0.612 | 5    |
| WC               | Chicago Cubs        | 74 | 56 | 0.569 | 10.5 |
| ▲                | Milwaukee Brewers   | 55 | 75 | 0.423 | 29.5 |
| ▼                | Cincinnati Reds     | 54 | 76 | 0.415 | 30.5 |

| West Division |                      |    |    |       |      |
| PS            | Franchise            | W  | L  | %     | GB   |
| 2             | Los Angeles Dodgers  | 73 | 57 | 0.562 | –    |
|               | San Francisco Giants | 69 | 62 | 0.527 | 4.5  |
| ▲             | San Diego Padres     | 64 | 67 | 0.489 | 9.5  |
| ▼             | Arizona Diamondbacks | 63 | 68 | 0.481 | 10.5 |
|               | Colorado Rockies     | 53 | 76 | 0.411 | 19.5 |

 Pfeile: ▲ Verbesserung ggü. Juli, ▼ Verschlechterung ggü. Juli, sonst siehe AL April 

##### Oktober
Platzierung zum Ende der regulären Saison:
| East Division |                       |    |    |       |      |
| PS            | Franchise             | W  | L  | %     | GB   |
| 3             | New York Mets         | 90 | 72 | 0.556 | –    |
|               | Washington Nationals  | 83 | 79 | 0.512 | 7.0  |
| ▲             | Miami Marlins         | 71 | 91 | 0.438 | 19.0 |
| ▼             | Atlanta Braves        | 67 | 95 | 0.414 | 23.0 |
|               | Philadelphia Phillies | 63 | 99 | 0.389 | 27.0 |

| Central Division |                     |     |    |       |      |
| PS               | Franchise           | W   | L  | %     | GB   |
| 1                | St. Louis Cardinals | 100 | 62 | 0.617 | –    |
| WC               | Pittsburgh Pirates  | 98  | 64 | 0.605 | 2.0  |
| WC               | Chicago Cubs        | 97  | 65 | 0.599 | 3.0  |
|                  | Milwaukee Brewers   | 68  | 94 | 0.420 | 32.0 |
|                  | Cincinnati Reds     | 64  | 98 | 0.395 | 36.0 |

| West Division |                      |    |    |       |      |
| PS            | Franchise            | W  | L  | %     | GB   |
| 2             | Los Angeles Dodgers  | 92 | 70 | 0.568 | –    |
|               | San Francisco Giants | 84 | 78 | 0.519 | 8.0  |
| ▲             | Arizona Diamondbacks | 79 | 83 | 0.488 | 13.0 |
| ▼             | San Diego Padres     | 74 | 88 | 0.457 | 18.0 |
|               | Colorado Rockies     | 68 | 94 | 0.420 | 24.0 |

 Pfeile: ▲ Verbesserung ggü. August, ▼ Verschlechterung ggü. August, sonst siehe AL April 

## Postseason
Hauptartikel: NLWC 2015, ALWC 2015, NLDS 2015, ALDS 2015, NLCS 2015, ALCS 2015, World Series 2015

### Modus und Teilnehmer
Ab Anfang Oktober wurden die Division Series und anschließend die jeweilige Championship Series ausgespielt. Hierzu trafen zunächst die beiden Wild-Card Gewinner in einem Spiel aufeinander. Die drei Division-Sieger und der Gewinner des Wild-Card Spiels trafen in zwei Division-Series Begegnungen im Best-of-Five-Modus aufeinander (ALDS bzw. NLDS = American oder National League Division Series). Die Wild-Card-Sieger spielten gegen den besten Divisionssieger, also die Mannschaft mit den meisten Siegen aus den regulären Saisonspielen. Im Gegensatz zu den Vorjahren konnte er auch gegen den Sieger seiner eigenen Division spielen. Dies war in der National League der Fall, wo die Cubs auf die Cardinals trafen.
Anschließend spielten die Sieger der Division-Series-Begegnungen im Best-of-Seven-Verfahren den jeweiligen League-Champion aus (ALCS bzw. NLCS = American oder National League Championship Series).
Die Toronto Blue Jays qualifizierten sich zum ersten Mal seit 20 Jahren für die Post-Season. Die Blue Jays beendeten damit die aktuell längste Wartezeit in der MLB. Diese Rolle haben nun die Seattle Mariners inne, die in der Saison 2001 zum letzten Mal in den Playoffs waren.

### Schema
In der Postseason kam es zu folgenden Ergebnissen:
|  | Wild Card Games | Wild Card Games     | Wild Card Games   |   |                    | League Division Series | League Division Series | League Division Series |  |  | League Championship Series | League Championship Series | League Championship Series |  |  | World Series | World Series | World Series |
|  |                 |                     |                   |   |                    |                        |                        |                        |  |  |                            |                            |                            |  |  |              |              |              |
|  |                 |                     |                   |   |                    | 2                      | Toronto Blue Jays      | 3                      |  |  |                            |                            |                            |  |  |              |              |              |
|  |                 |                     |                   |   |                    | 2                      | Toronto Blue Jays      | 3                      |  |  |                            |                            |                            |  |  |              |              |              |
|  | 3               | Texas Rangers       | 2                 |   |                    |                        |                        |                        |  |  |                            |                            |                            |  |  |              |              |              |
|  | 3               | Texas Rangers       | 2                 | 1 | Kansas City Royals | 4                      |                        |                        |  |  |                            |                            |                            |  |  |              |              |              |
|  | American League |                     |                   | 1 | Kansas City Royals | 4                      |                        |                        |  |  |                            |                            |                            |  |  |              |              |              |
|  |                 | 2                   | Toronto Blue Jays | 2 |                    |                        |                        |                        |  |  |                            |                            |                            |  |  |              |              |              |
|  |                 |                     |                   |   |                    | 1                      | Kansas City Royals     | 3                      |  |  |                            |                            |                            |  |  |              |              |              |
|  |                 |                     |                   |   |                    | 1                      | Kansas City Royals     | 3                      |  |  |                            |                            |                            |  |  |              |              |              |
|  |                 |                     |                   |   |                    | WC2                    | Houston Astros         | 2                      |  |  |                            |                            |                            |  |  |              |              |              |
|  | WC1             | New York Yankees    | 0                 |   |                    | WC2                    | Houston Astros         | 2                      |  |  |                            |                            |                            |  |  |              |              |              |
|  | WC1             | New York Yankees    | 0                 |   |                    |                        |                        |                        |  |  |                            |                            |                            |  |  |              |              |              |
|  | WC2             | Houston Astros      | 1                 |   |                    | AL                     | Kansas City Royals     | 4                      |  |  |                            |                            |                            |  |  |              |              |              |
|  | WC2             | Houston Astros      | 1                 |   |                    | AL                     | Kansas City Royals     | 4                      |  |  |                            |                            |                            |  |  |              |              |              |
|  |                 |                     |                   |   | NL                 | New York Mets          | 1                      |                        |  |  |                            |                            |                            |  |  |              |              |              |
|  |                 |                     |                   |   | NL                 | New York Mets          | 1                      |                        |  |  |                            |                            |                            |  |  |              |              |              |
|  | 2               | Los Angeles Dodgers | 2                 |   |                    |                        |                        |                        |  |  |                            |                            |                            |  |  |              |              |              |
|  | 2               | Los Angeles Dodgers | 2                 |   |                    |                        |                        |                        |  |  |                            |                            |                            |  |  |              |              |              |
|  | 3               | New York Mets       | 3                 |   |                    |                        |                        |                        |  |  |                            |                            |                            |  |  |              |              |              |
|  | 3               | New York Mets       | 3                 | 3 | New York Mets      | 4                      |                        |                        |  |  |                            |                            |                            |  |  |              |              |              |
|  | National League |                     |                   | 3 | New York Mets      | 4                      |                        |                        |  |  |                            |                            |                            |  |  |              |              |              |
|  |                 | WC2                 | Chicago Cubs      | 0 |                    |                        |                        |                        |  |  |                            |                            |                            |  |  |              |              |              |
|  |                 |                     |                   |   |                    | 1                      | St. Louis Cardinals    | 1                      |  |  |                            |                            |                            |  |  |              |              |              |
|  |                 |                     |                   |   |                    | 1                      | St. Louis Cardinals    | 1                      |  |  |                            |                            |                            |  |  |              |              |              |
|  |                 |                     |                   |   |                    | WC2                    | Chicago Cubs           | 3                      |  |  |                            |                            |                            |  |  |              |              |              |
|  | WC1             | Pittsburgh Pirates  | 0                 |   |                    | WC2                    | Chicago Cubs           | 3                      |  |  |                            |                            |                            |  |  |              |              |              |
|  | WC1             | Pittsburgh Pirates  | 0                 |   |                    |                        |                        |                        |  |  |                            |                            |                            |  |  |              |              |              |
|  | WC2             | Chicago Cubs        | 1                 |   |                    |                        |                        |                        |  |  |                            |                            |                            |  |  |              |              |              |
|  | WC2             | Chicago Cubs        | 1                 |   |                    |                        |                        |                        |  |  |                            |                            |                            |  |  |              |              |              |

Ergebnisse eintragen

Wild Card Games: ein Spiel; ALDS, NLDS (Division Series): Best-of Five; ALCS, NLCS (Championship Series), World Series: Best-of-Seven

## Spielerstatistik

### Hitting
| American League | American League | American League | American League | National League | National League            | National League | National League |
| Stat            | Player          | Team            | Total           | Stat            | Player                     | Team            | Total           |
| --------------- | --------------- | --------------- | --------------- | --------------- | -------------------------- | --------------- | --------------- |
| AVG             | Miguel Cabrera  |                 | .338            | AVG             | Dee Gordon                 |                 | .333            |
| HR              | Chris Davis     |                 | 47              | HR              | Nolan Arenado Bryce Harper |                 | 42              |
| RBI             | Josh Donaldson  |                 | 123             | RBI             | Nolan Arenado              |                 | 130             |
| R               | Josh Donaldson  |                 | 122             | R               | Bryce Harper               |                 | 118             |
| H               | José Altuve     |                 | 200             | H               | Dee Gordon                 |                 | 205             |
| SB              | José Altuve     |                 | 38              | SB              | Dee Gordon                 |                 | 58              |

### Pitching
| American League | American League | American League | American League | National League | National League | National League | National League |
| Stat            | Player          | Team            | Total           | Stat            | Player          | Team            | Total           |
| --------------- | --------------- | --------------- | --------------- | --------------- | --------------- | --------------- | --------------- |
| W               | Dallas Keuchel  |                 | 20              | W               | Jake Arrieta    |                 | 22              |
| L               | Corey Kluber    |                 | 16              | L               | Shelby Miller   |                 | 17              |
| ERA             | David Price     |                 | 2.45            | ERA             | Zack Greinke    |                 | 1.66            |
| K               | Chris Sale      |                 | 274             | K               | Clayton Kershaw |                 | 301             |
| IP              | Dallas Keuchel  |                 | 232.0           | IP              | Clayton Kershaw |                 | 232.2           |
| SV              | Brad Boxberger  |                 | 41              | SV              | Mark Melancon   |                 | 51              |

## Karriere-Meilensteine

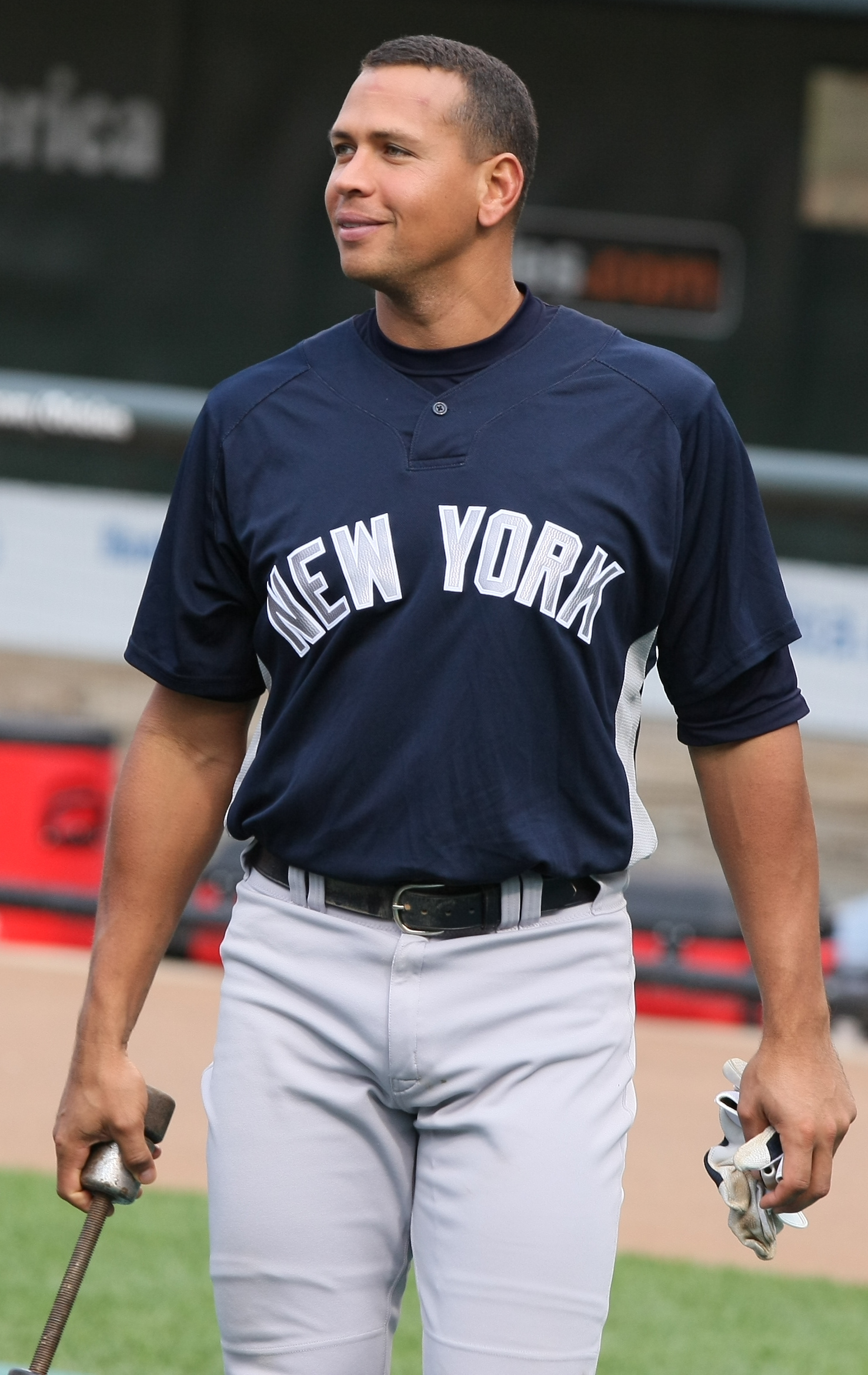
Alex Rodríguez erreichte 2015 gleich drei Meilensteine

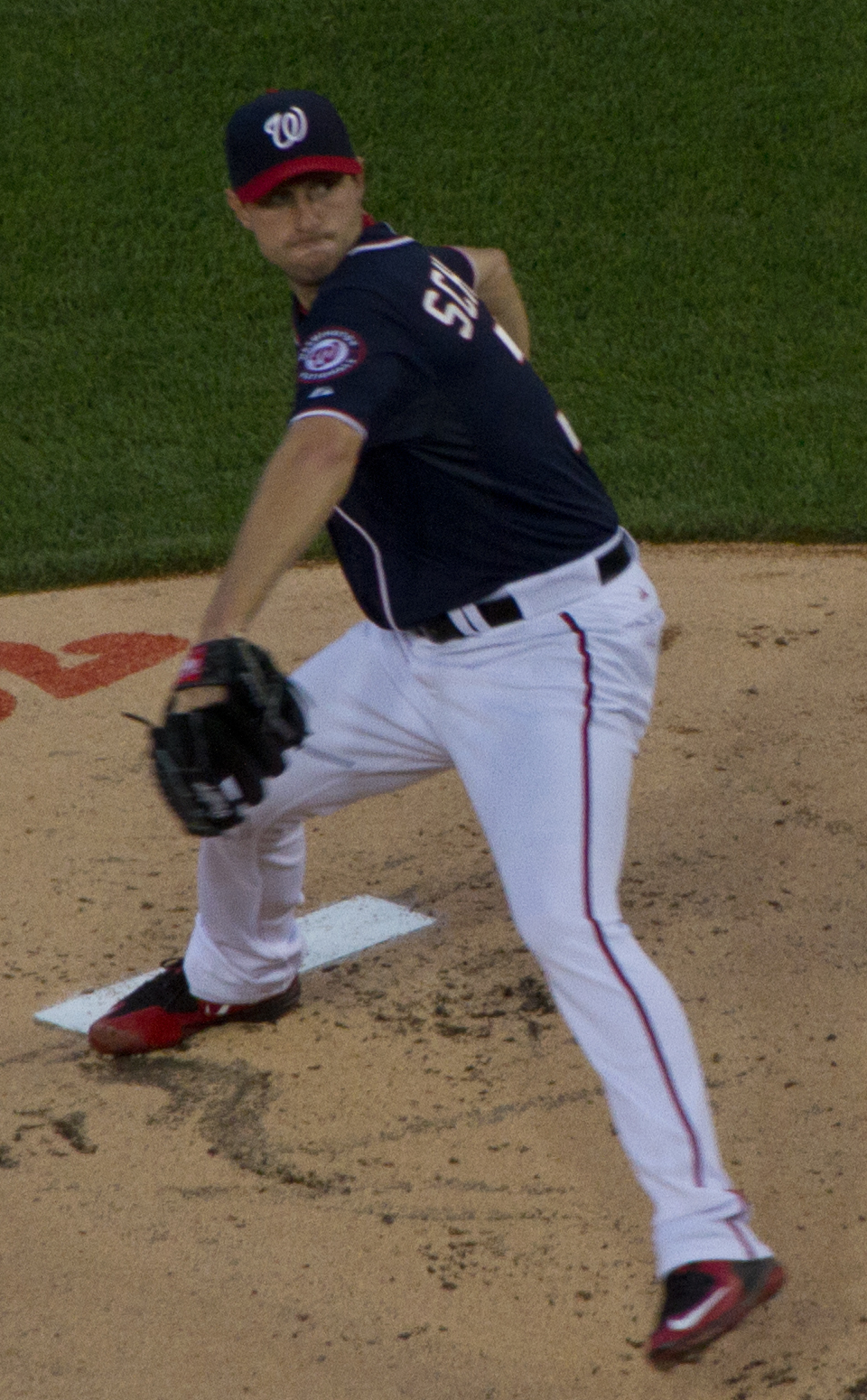
Max Scherzer gelangen 2015 gleich zwei No-Hitter

### Batter
| Spieler        | Team | Meilenstein | Kategorie | Datum         |
| -------------- | ---- | ----------- | --------- | ------------- |
| Adrián Beltré  | TEX  | 400         | Home Run  | 15. Mai 2015  |
| Miguel Cabrera | DET  | 400         | Home Run  | 16. Mai 2015  |
| Alex Rodríguez | NYY  | 2.000       | RBI       | 13. Juni 2015 |
| Alex Rodríguez | NYY  | 3.000       | Hit       | 19. Juni 2015 |
| Albert Pujols  | LAA  | 550         | Home Run  | 29. Juli 2015 |
| Jimmy Rollins  | LAD  | 500         | Double    | 22. Aug. 2015 |
| Carlos Beltrán | NYY  | 500         | Double    | 30. Aug. 2015 |
| David Ortiz    | BOS  | 500         | Home Run  | 12. Sep. 2015 |
| Torii Hunter   | MIN  | 350         | Home Run  | 13. Sep. 2015 |
| Alex Rodríguez | NYY  | 2.000       | Run       | 24. Sep. 2015 |

### Pitcher
| Spieler             | Team | Meilenstein | Kategorie | Datum         |
| ------------------- | ---- | ----------- | --------- | ------------- |
| Mark Buehrle        | TOR  | 200         | Win       | 10. Apr. 2015 |
| Craig Kimbrel       | SD   | 200         | Save      | 23. Apr. 2015 |
| Francisco Rodríguez | MIL  | 350         | Save      | 10. Mai 2015  |
| Félix Hernández     | SEA  | 2.000       | Strikeout | 10. Mai 2015  |
| C.C. Sabathia       | NYY  | 2.500       | Strikeout | 7. Juni 2015  |
| Chris Heston        | SF   | 1           | No-Hitter | 9. Juni 2015  |
| Max Scherzer        | WAS  | 1           | No-Hitter | 20. Juni 2015 |
| Joakim Soria        | PIT  | 200         | Save      | 22. Juli 2015 |
| Huston Street       | LAA  | 300         | Save      | 22. Juli 2015 |
| Cole Hamels         | TEX  | 1           | No-Hitter | 25. Juli 2015 |
| Hisashi Iwakuma     | SEA  | 1           | No-Hitter | 12. Aug. 2015 |
| Mike Fiers          | HOU  | 1           | No-Hitter | 21. Aug. 2015 |
| Jake Arrieta        | CHC  | 1           | No-Hitter | 30. Aug. 2015 |
| Dan Haren           | CHC  | 2.000       | Strikeout | 13. Sep. 2015 |
| A. J. Burnett       | PIT  | 2.500       | Strikeout | 27. Sep. 2015 |
| Max Scherzer        | WAS  | 2           | No-Hitter | 3. Okt. 2015  |

## Ehrungen und Auszeichnungen

### Regular Season
| Award                       | American League | National League |
| --------------------------- | --------------- | --------------- |
| MLB Most Valuable Player    | Josh Donaldson  | Bryce Harper    |
| Rookie of the Year          | Carlos Correa   | Kris Bryant     |
| Cy Young Award              | Dallas Keuchel  | Jake Arrieta    |
| Comeback Player of the Year | Prince Fielder  | Matt Harvey     |
| Hank Aaron Award            | Josh Donaldson  | Bryce Harper    |
| TSN Player of the Year      | Josh Donaldson  | Josh Donaldson  |

### Spieler des Monats
| Monat     | American League   | National League   |
| --------- | ----------------- | ----------------- |
| April     | Nelson Cruz       | Adrian Gonzalez   |
| Mai       | Jason Kipnis      | Bryce Harper      |
| Juni      | Albert Pujols     | Giancarlo Stanton |
| Juli      | Mike Trout        | Carlos González   |
| August    | Edwin Encarnación | Andrew McCutchen  |
| September | Shin-Soo Choo     | Nolan Arenado     |

### Pitcher des Monats
| Monat     | American League | National League |
| --------- | --------------- | --------------- |
| April     | Dallas Keuchel  | Gerrit Cole     |
| Mai       | Dallas Keuchel  | Max Scherzer    |
| Juni      | Chris Sale      | Max Scherzer    |
| Juli      | Scott Kazmir    | Clayton Kershaw |
| August    | Dallas Keuchel  | Jake Arrieta    |
| September | Cody Anderson   | Jake Arrieta    |

### Rookie des Monats
| Monat     | American League       | National League |
| --------- | --------------------- | --------------- |
| April     | Devon Travis          | Alex Guerrero   |
| Mai       | Delino DeShields, Jr. | Kris Bryant     |
| Juni      | Carlos Correa         | Maikel Franco   |
| Juli      | Andrew Heaney         | Jung-ho Kang    |
| August    | Miguel Sanó           | Kris Bryant     |
| September | Francisco Lindor      | Justin Bour     |

## Zuschauer

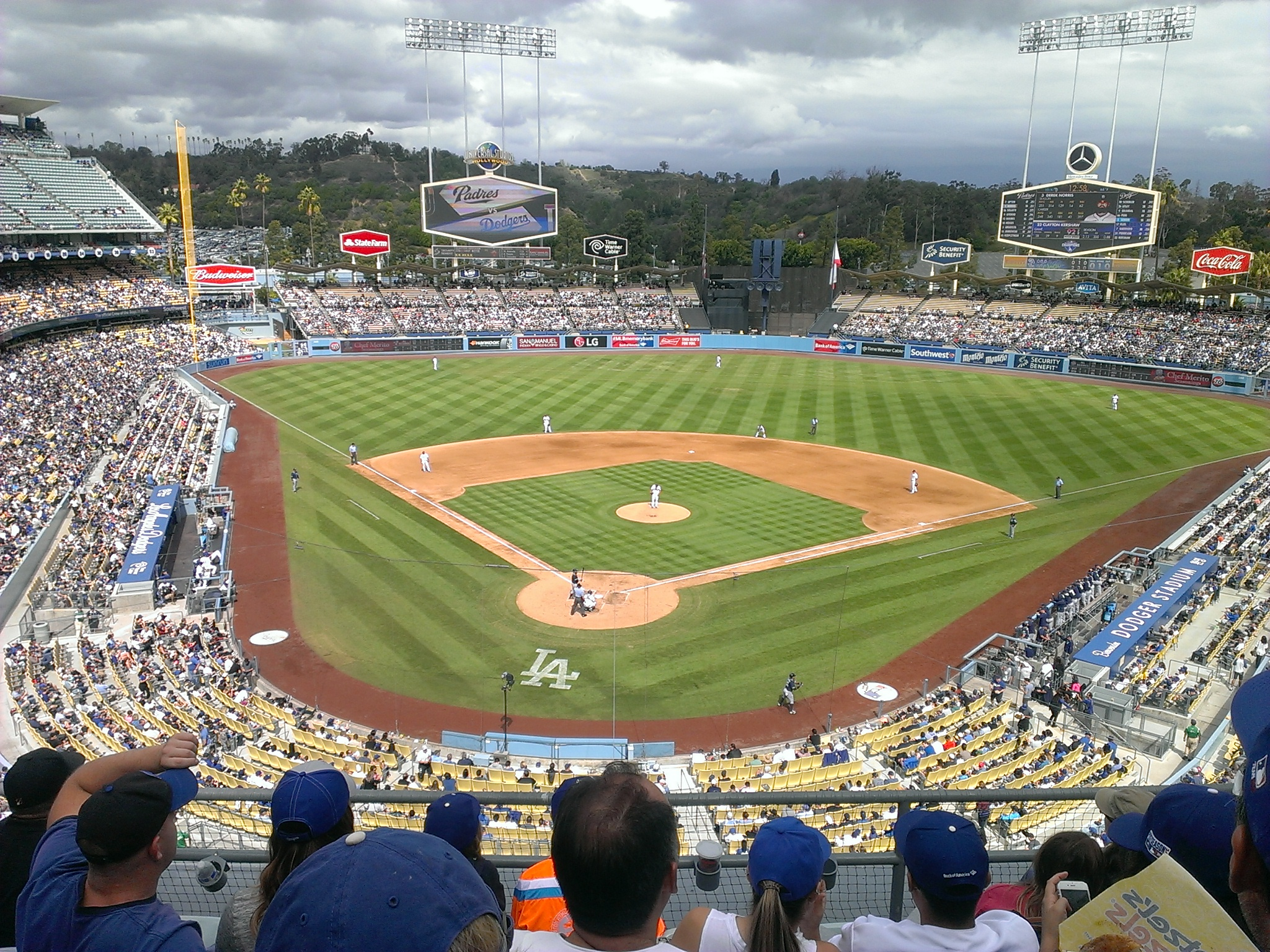
Während der Saison 2015 besuchten rund 3,76 Mio. Zuschauer das Dodger Stadium. Mehr, als in jedem anderen Ballpark.

In der Regular Season kamen insgesamt 73,76 Mio. Zuschauer in die Stadien. Die meisten Zuschauer in Summe (3,76 Mio.) und dadurch auch den größten Zuschauerschnitt (46.479) gab es im Dodger Stadium bei den Heimspielen der Los Angeles Dodgers. Auf den Plätzen zwei und drei folgten das Busch Stadium der St. Louis Cardinals und der AT&T Park der San Francisco Giants. Schlusslicht bei Heimspielen waren zum vierten Mal in Folge die Tampa Bay Rays, die im Schnitt nur 15.403 Zuschauer im Tropicana Field zu Gast hatten. Auch Auswärts lockten die Dodgers im Schnitt die meisten Zuschauer an (34.525). Das geringste Interesse bei Auswärtsspielen gab es bei Auftritten des World Series Siegers Kansas City Royals (27.681). Die höchste Stadionauslastung konnten die San Francisco Giants vorweisen, dessen AT&T Park im Schnitt zu 99,4 % gefüllt war, die Cleveland Indians konnten das Progressive Field nur zu 41 % auslasten und standen damit am Ende dieser Statistik.
| Pos.          | ▲/▼*   | Franchise             | Zuschauer  | ø Heim | Auslastung | ø Auswärts |
| ------------- | ------ | --------------------- | ---------- | ------ | ---------- | ---------- |
| 01.           |        | LA Dodgers            | 3.764.815  | 46.479 | 83,0 %     | 34.525     |
| 02.           |        | St. Louis Cardinals   | 3.520.889  | 43.468 | 98,8 %     | 31.317     |
| 03.           | ▲ 01   | San Francisco Giants  | 3.375.882  | 41.678 | 99,4 %     | 34.121     |
| 04.           | ▼ 01   | New York Yankees      | 3.193.795  | 39.922 | 80,4 %     | 31.322     |
| 05.           |        | LA Angels of Anaheim  | 3.012.765  | 37.195 | 81,9 %     | 28.958     |
| 06.           | ▲ 05   | Chicago Cubs          | 2.959.812  | 36.541 | 88,8 %     | 34.422     |
| 07.           | ▼ 01   | Boston Red Sox        | 2.880.694  | 35.564 | 94,8 %     | 32.263     |
| 08.           | ▲ 09   | Toronto Blue Jays     | 2.794.891  | 34.505 | 70,0 %     | 27.762     |
| 09.           | ▼ 02   | Detroit Tigers        | 2.726.048  | 33.655 | 81,6 %     | 29.719     |
| 10.           | ▲ 15   | Kansas City Royals    | 2.708.549  | 33.439 | 88,2 %     | 27.681     |
| 11.           | ▲ 01   | Washington Nationals  | 2.619.843  | 32.344 | 77,9 %     | 30.230     |
| 12.           | ▲ 09   | New York Mets         | 2.569.753  | 31.725 | 75,9 %     | 30.693     |
| 13.           | ▼ 05   | Milwaukee Brewers     | 2.542.558  | 31.390 | 74,9 %     | 31.634     |
| 14.           | ▼ 04   | Colorado Rockies      | 2.506.789  | 31.335 | 62,1 %     | 30.962     |
| 15.           |        | Pittsburgh Pirates    | 2.498.596  | 30.847 | 80,4 %     | 33.049     |
| 16.           | ▼ 07   | Texas Rangers         | 2.491.875  | 30.764 | 62,6 %     | 29.073     |
| 17.           | ▲ 03   | San Diego Padres      | 2.459.752  | 30.367 | 71,1 %     | 31.721     |
| 18.           | ▼ 05   | Cincinnati Reds       | 2.419.506  | 29.870 | 70,6 %     | 32.075     |
| 19.           | ▼ 05   | Baltimore Orioles     | 2.320.590  | 29.375 | 65,3 %     | 28.714     |
| 20.           | ▼ 01   | Minnesota Twins       | 2.220.054  | 27.408 | 69,4 %     | 29.306     |
| 21.           | ▲ 02   | Seattle Mariners      | 2.193.581  | 27.081 | 56,6 %     | 29.052     |
| 22.           | ▲ 04   | Houston Astros        | 2.153.585  | 26.587 | 64,9 %     | 28.121     |
| 23.           | ▼ 01   | Arizona Diamondbacks  | 2.080.145  | 25.681 | 52,8 %     | 32.654     |
| 24.           | ▼ 06   | Atlanta Braves        | 2.001.392  | 25.017 | 50,3 %     | 29.699     |
| 25.           | ▼ 09   | Philadelphia Phillies | 1.831.080  | 23.475 | 53,8 %     | 30.906     |
| 26.           | ▲ 02   | Chicago White Sox     | 1.755.810  | 21.948 | 54,0 %     | 29.030     |
| 27.           | ▼ 03   | Oakland Athletics     | 1.768.175  | 21.829 | 62,3 %     | 29.526     |
| 28.           | ▼ 01   | Miami Marlins         | 1.752.235  | 21.633 | 57,8 %     | 29.215     |
| 29.           | ▲ 01   | Cleveland Indians     | 1.388.905  | 17.806 | 41,0 %     | 29.150     |
| 30.           | ▼ 01   | Tampa Bay Rays        | 1.247.668  | 15.403 | 45,2 %     | 28.189     |
| Gesamt        | Gesamt | Gesamt                | 73.760.032 | 30.505 | 70,5 %     | 30.505     |
| Quellen: ESPN |        |                       |            |        |            |            |

* ▲/▼ zeigt die Veränderung der Platzierung bezogen auf die Gesamtzuschauerzahl im Vergleich mit der Saison 2014. Grüne Pfeile (▲) zeigen eine Verbesserung, rote Pfeile (▼) eine Verschlechterung zu 2014. Die Zahl hinter den Pfeilen gib an, um wie viele Plätze sich das Team in der Rangfolge bewegt hat.

## Trivia
In der 1989 veröffentlichten Science-Fiction-Filmkomödie Zurück in die Zukunft II gewinnen die Chicago Cubs, 107 Jahre nach dem Gewinn des letzten Titels, die World Series 2015 mit einem Sieg am 21. Oktober gegen ein Team aus Miami. Tatsächlich schieden die Cubs an genau diesem Datum nach der verlorenen NLCS 2015 gegen die New York Mets aus der Post Season aus. Die Cubs konnten ein Jahr später als im Film prognostiziert die World Series 2016 gewinnen, nachdem sie 108 Jahre auf den Titel gewartet hatten.